# Riviersonderend
Riviersonderend est un village d'Afrique du Sud du district de l'Overberg situé dans la province du Cap-Occidental, à environ 140 kilomètres à l'est du Cap. 

## Localisation
Le village est situé sur une boucle de la rivière Sonderend, d'où il tire son nom. 

## Démographie
Selon le recensement de 2011, les 5 245 habitants de Riviersonderend sont majoritairement issus de la population coloured (75,39 %). Les populations noires et les blancs représentent respectivement 12,60 % et 10,94 % des habitants. 
Les habitants ont majoritairement l'afrikaans pour langue maternelle (86,53 %) devant le xhosa (8,27 %).